# Flugabwehrraketengeschwader 5
Das Flugabwehrraketengeschwader 5 (FlaRakG 5) war ein Verband der deutschen Luftwaffe und gehörte, zur Zeit seiner Außerdienststellung im Jahr 2013, zur 1. Luftwaffendivision. Das Geschwader wurde mit Ablauf des 31. Januar 2013 aufgelöst.

## Allgemeines
Am 1. April 1960 erfolgte die Aufstellung als Flugabwehrregiment 13 in Münster, anschließend eine Umsiedlung nach Soest und am 1. Juli 1965 die Umbenennung in Flugabwehrraketenregiment 13, welches mit der Außerdienststellung der Nike und der Patriot-Einführung Anfang 1987 aufgelöst wurde.
Am 1. April 1987 erfolgte die Neuaufstellung als Flugabwehrraketenkommando 5 mit den unterstellten Patriot-Flugabwehrgeschwader 23, den Hawk-Flugabwehrgeschwadern 32 und 34. Am 1. Januar 1993 wurde das Kommando in Flugabwehrraketengeschwader 5 umbenannt.
Von 1989 bis 2009 war das FlaRakG 5 in Erding stationiert, bevor es nach Manching bei Ingolstadt umzog, wo es 2013 außer Dienst gestellt wurde.

## Auftrag
Das Flugabwehrraketengeschwader 5 trug im Rahmen der erweiterten integrierten Luftverteidigung mit bodengebundenen Luftverteidigungswaffensystemen zum Schutz des deutschen und mitteleuropäischen Luftraumes bei.
Im Frieden
- Gewährleistung der erforderlichen Reaktionsfähigkeit durch Herstellen und Halten der personellen und materiellen Einsatzbereitschaft

In der Krise
- Beitrag zum Krisenmanagement durch Einnahme lageangepasster Alarm- und Einsatzbereitschaftsstufen und Schutz eigener und verbündeter Kräfte

Im Einsatz
- Schutz eigener Streitkräfte und/oder definierter Objektgruppen in sogenannten „High Value Asset“-Räumen (Ziele mit hoher militärischer oder ziviler Bedeutung)
- Aufreiben gegnerischer Luftangriffskräfte

## Geschwaderführung
- 1960–1962 Oberst Kurt Laube
- 1962–1963 Oberst Hans-Harald Gustke
- 1963–1965 Oberst Franz Kaiser
- 1965–1966 Oberst Helmut Bieber
- 1966–1970 Oberst Fritz Löffler
- 1970–1972 Oberst Joachim Scheider
- 1972–1973 Oberst Karl-Heinz Franke
- 1973–1979 Oberst Bernhard Hoffmann
- 1979–1984 Oberst Karl Wallrath
- 1984–1987 Oberst Dieter Schneider
- 1987–1992 Brigadegeneral Ullrich Nickel
- 1992–1994 Oberst Peter-Jesko von Puttkamer
- 1994–1996 Oberst Gero Schachthöfer
- 1996–2000 Oberst Rainer Nitschke
- 2000–2002 Oberst Günter Giesa
- 2002–2003 Oberst Hartmut Oberfell
- 2003–2006 Oberst Rainer Nitschke
- 2007–2009 Oberst Michael Goldstein
- 2009–2013 Oberst Uwe Hänel